# Thiago Alves (peleador)
Thiago Alves d'Araujo (Fortaleza, 3 de octubre de 1983), más conocido como Thiago Alves, es un artista marcial mixto brasileño que actualmente compite en la categoría de peso wélter en Ultimate Fighting Championship. Comenzó a entrenar Muay Thai con 15 años y artes marciales mixtas con 17.

## Carrera en artes marciales mixtas

### Comienzos
Sus comienzos fueron a la edad de 14 años. Alves ganó su primera pelea profesional con tan solo 15 años, derrotando a un competidor de 25 años de edad por decisión unánime. A los 19 años, Alves se mudó de Brasil a Coconut Creek, Florida, para entrenar en el famoso gimnasio de artes marciales mixtas American Top Team.

### Ultimate Fighting Championship
Alves, con un récord de 8-3 en artes marciales mixtas, recibió una invitación para hacer su debut en el UFC Fight Night 2 contra el también recién llegado a UFC Spencer Fisher. La pelea se llevaría a cabo en el día que Alves cumplía 22 años. A pesar de ir ganando su primera pelea en el UFC, Alves perdió por sumisión.
Alves volvió a pelear en UFC 56, derrotando al invicto Ansar Chalangov por TKO en el minuto 2:25 de la primera ronda.
En UFC 59, Thiago pelearía contra Derrick Noble (que anteriormente ya peleó con él en Absolute Fighting Championships 6 en el cual, Alves perdió por sumisión). En esta pelea los dos competidores fueron agresivos dentro del octágono. Alves ganó la pelea por nocaut técnico sorprendiendo a Noble (que iba ganando la pelea) con un contraataque que lo llevó al suelo.
En UFC Fight Night 5, Alves pelearía contra Jon Fitch. Una pelea de los dos futuros mejores contendientes de peso wélter. Fitch derrotó a Alves con una patada en la cabeza que le llevó al suelo y acabó por nocaut técnico en el minuto 4:37 de la segunda ronda.
Alves volvió a la senda del triunfo en Ortiz vs. Shamrock 3: The Final Chapter, derrotando al veterano competidor John Alessio por decisión unánime.
Alves completó un 2006 en el cual "The Pitbull" había peleado en cuatro ocasiones. En UFC 66, dominó a Tony DeSouza, anulando al cinturón negro de jiu-jitsu con un rodillazo en la segunda ronda. Después de su victoria, se anunció que Alves dio positivo por un diurético espironolactona, que supuestamente lo utilizó para perder peso en líquidos con el fin de llegar al límite de las 170 libras. Como resultado de la prueba, Alves fue suspendido ocho meses por la Comisión Atlética del Estado de Nevada y una multa de 5.500 dólares.
Alves volvió en UFC Fight Night 11, venciendo al competidor japonés Kuniyoshi Hironaka por nocaut técnico en la segunda ronda. 
En menos de dos meses de su anterior pelea, Alves se enfrentó contra el veterano Chris Lytle en UFC 78. Alves ganó por nocaut técnico ya que los médicos tuvieron que parar la pelea al final da la segunda ronda debido a un corte sobre el ojo de Lytle. 
En su primera pelea del 2008 en UFC Fight Night 13, Alves se enfrentaría a su prueba más difícil hasta la fecha en UFC, ya que fue emparejado para pelear contra Karo Parisyan. "The Pitbull" ganó por KO con un rodillazo en la cabeza de Parisyan, derribando al experto de judo y finalmente derrotándolo en el suelo con golpes.

#### Camino hacia el título
Una vez más, en menos de dos meses de su anterior pelea, Alves aceptó una pelea ante el excampeón wélter de UFC Matt Hughes, considerado como el campeón más dominante en la historia de la UFC. La pelea fue el evento principal de UFC 85 en Londres. Alves sorprendió a la multitud dominando al excampeón. "The Pitbull" conectó un rodillazo voladores sobre el rostro de Hughes que hizo que esté cayera al suelo y Alves lo terminara con golpes al principio de la segunda ronda, ganando por nocaut técnico.
En su siguiente pelea, Alves fue programado para pelear contra Diego Sánchez en UFC 90, en lo que muchos creían que sería una pelea por el puesto número uno por el título de peso wélter. Sánchez, sin embargo, se vio obligado a retirarse de la pelea por una lesión.
Josh Koscheck, otro contendiente superior y 4 veces campeón de lucha libre de la NCAA, fue el reemplazo de Sánchez en corto plazo. Alves controló la mayor parte de la pelea y ganó por decisión unánime (30-27, 29-28, 30-27). En esta pelea se vio la fuerza que tiene Alves en su pierna derecha, llegando a desplazar la pierna de Koscheck de un tibiazo en su muslo.
Con su impresionante victoria sobre Koscheck, Alves estaba en una racha de siete peleas invicto. Después de sus victorias contra Parisyan, Hughes y Koscheck, el presidente de la UFC Dana White anunció que Alves se había ganado una oportunidad para pelear por el título de peso wélter contra el campeón Georges St-Pierre. Después de que GSP defendiera su título en UFC 94 contra B.J. Penn, Alves entró al octágono para felicitarlo. St-Pierre dijo que tenía ganas de enfrentarse a Alves en la jaula.
"The Pitbull" se enfrentó a Georges St-Pierre por el título de peso wélter en Mandalay Bay en Las Vegas el 11 de julio de 2009 en UFC 100. Durante la pelea, Alves fue llevado unas diez veces al suelo por St-Pierre. Alves fue dominado durante las cinco rondas y perdió la pelea por decisión unánime.

#### De vuelta por la obtención del título
Alves fue programado para pelear de nuevo contra Jon Fitch en UFC 107 en una revancha de su pelea en UFC Fight Night 5. Sin embargo, Alves sufrió una lesión en la rodilla que le obligó a dejar la pelea. Alves fue programado entonces para hacer frente a Fitch el 27 de marzo de 2010 en UFC 111, sin embargo, el 25 de marzo, Alves fue retirado de nuevo de su pelea contra Fitch debido al descubrimiento de una malformación arteriovenosa en el cerebro de Alves. The Pitbull tuvo cirugía correctiva el 31 de marzo de 2010 en el Hospital Roosevelt de Nueva York. Se esperaba que volvería para pelear de nuevo en el verano de 2010.
La revancha Alves vs. Fitch fue llevada a cabo en UFC 117. Quién ganara esta pelea tendría una oportunidad por el título de peso wélter. Alves volvió a perder contra Fitch por decisión unánime. Dana White declaró en la conferencia de prensa posterior a la pelea que Alves podría pasar a la división de peso medio. Días más tarde, Alves dijo que la UFC le había dado otra oportunidad para competir como peso wélter.
Su siguiente pelea sería contra John Howard el 11 de diciembre de 2010 en UFC 124. Alves ganó por decisión unánime en una de sus mejores peleas en la UFC.
Tras su victoria sobre Howard, Alves perdió ante Rick Story el 28 de mayo de 2011 en UFC 130 por decisión unánime. Alves tuvo un comienzo lento tanto en la primera ronda como en la segunda. Alves logró encontrar su ritmo y comenzó a conectar golpes limpios que dio lugar a ganar la tercera ronda, sin embargo no le sirvió para ganar la pelea.
Alves pelearía contra el recién llegado Papy Abedi en UFC 138. Alves derrotó a Abedi por sumisión (estrangulación) en el minuto 3:32 de la primera ronda para asegurar su primera victoria por sumisión en la UFC.
Después de su pelea contra Abedi, Alves se enfrentaría a Martin Kampmann el 3 de marzo de 2012 en UFC on FX 2. Después de dominar la pelea durante las dos primeras rondas, Alves perdió la pelea en la tercera ronda después de haber sido atrapado en una guillotina. Desde su pelea por el título contra Georges St-Pierre, Alves tiene un récord de 2-3 (2 victorias y 3 derrotas) lo que le alejaba bastante de su pelea por el título de nuevo. Alves estuvo programado para pelear contra Yoshihiro Akiyama y después contra Siyar Bahadurzada para después cancelar todo debido a una lesión que necesitó de cirugía.
Alves volvería a pelear en junio del 2013 después de un comunicado: “Después de mi cirugía en el pecho, mi mánager y yo decidimos que lo mejor sería tomarme el resto del año libre para arreglar mi rodilla izquierda así como mis otras lesiones y así volver más fuerte que nunca en el 2013 y hacer otra carrera por el título y poder conseguirlo esta vez. Volveré en junio del 2013.”
Tras dos años de lesiones, Alves volvió a pelear el 19 de abril de 2014 en UFC on Fox 11 contra Seth Baczynski. Alves ganó la pelea por decisión unánime. Tras el evento, ambos peleadores ganaron el premio a la Pelea de la Noche.
El 31 de enero de 2015, Alves se enfrentó a Jordan Mein en UFC 183. Alves ganó la pelea por nocaut técnico en la segunda ronda, ganado así el premio a la Actuación de la Noche.
Alves se enfrentó a Carlos Condit el 30 de mayo de 2015 en UFC Fight Night 67. Alves perdió la pelea por parada médica en la segunda ronda.
Después de su intento fallido de bajar al peso ligero, Alves regresó al peso wélter para enfrentar a Patrick Côté el 8 de abril de 2017 en UFC 210. Ganó la pelea por decisión unánime.
Alves estaba programado para enfrentar a Zak Cummings el 14 de enero de 2018 en UFC Fight Night: Stephens vs. Choi. El 13 de enero de 2018, se anunció que Cummings se golpeó la cabeza después de un resbalón en el baño y la pelea contra Alves fue cancelada.
Alves se enfrentó a Curtis Millender el 18 de febrero de 2018 en UFC Fight Night 126. Perdió la pelea por KO en la segunda ronda.
Alves se enfrentó a Alexey Kunchenko el 15 de septiembre de 2018 en UFC Fight Night 136. Perdió la pelea por decisión unánime.
Alves se enfrentó a Max Griffin en UFC Fight Night: Assunção vs. Moraes 2 el 2 de febrero de 2019. Ganó la pelea por decisión dividida.

## Campeonatos y logros
- Ultimate Fighting Championship
  - Pelea de la Noche (dos veces)
  - KO de la Noche (una vez)
  - Actuación de la Noche (una vez)

## Récord en artes marciales mixtas
| Resultado | Récord | Oponente                 | Método                           | Evento                                  | Fecha                    | Ronda | Tiempo | Localización             | Notas                                                     |
| --------- | ------ | ------------------------ | -------------------------------- | --------------------------------------- | ------------------------ | ----- | ------ | ------------------------ | --------------------------------------------------------- |
| Derrota   | 23–15  | Tim Means                | Sumisión (guillotine choke)      | UFC on ESPN: Overeem vs. Rozenstruik    | 7 de diciembre de 2019   | 1     | 2:38   | Washington D. C.         |                                                           |
| Derrota   | 23–14  | Laureano Staropoli       | Decisión (unánime)               | UFC 237                                 | 11 de mayo de 2019       | 3     | 5:00   | Río de Janeiro           |                                                           |
| Victoria  | 23–13  | Max Griffin              | Decisión (unánime)               | UFC Fight Night: Assunção vs. Moraes 2  | 2 de febrero de 2019     | 3     | 5:00   | Fortaleza                |                                                           |
| Derrota   | 22–13  | Alexey Kunchenko         | Decisión (unánime)               | UFC Fight Night: Hunt vs. Oliynyk       | 15 de septiembre de 2018 | 3     | 5:00   | Moscú                    |                                                           |
| Derrota   | 22–12  | Curtis Millender         | KO (rodillazo)                   | UFC Fight Night: Cowboy vs. Medeiros    | 18 de febrero de 2018    | 2     | 4:17   | Austin, Texas            |                                                           |
| Victoria  | 22–11  | Patrick Côté             | Decisión (unánime)               | UFC 210                                 | 8 de abril de 2017       | 3     | 5:00   | Buffalo, New York        |                                                           |
| Derrota   | 21–11  | Jim Miller               | Decisión (unánime)               | UFC 205                                 | 12 de noviembre de 2016  | 3     | 5:00   | New York City, New York  |                                                           |
| Derrota   | 21–10  | Carlos Condit            | TKO (parada médica)              | UFC Fight Night: Condit vs. Alves       | 30 de mayo de 2015       | 2     | 5:00   | Goiânia                  |                                                           |
| Victoria  | 21–9   | Jordan Mein              | TKO (patada al cuerpo y golpes)  | UFC 183                                 | 31 de enero de 2015      | 2     | 0:39   | Las Vegas, Nevada        | Actuación de la Noche.                                    |
| Victoria  | 20–9   | Seth Baczynski           | Decisión (unánime)               | UFC on Fox: Werdum vs. Browne           | 19 de abril de 2014      | 3     | 5:00   | Orlando, Florida         | Pelea de la Noche.                                        |
| Derrota   | 19–9   | Martin Kampmann          | Sumisión (guillotine choke)      | UFC on FX: Alves vs. Kampmann           | 3 de marzo de 2012       | 3     | 4:12   | Sídney                   |                                                           |
| Victoria  | 19–8   | Papy Abedi               | Sumisión (rear-naked choke)      | UFC 138                                 | 5 de noviembre de 2011   | 1     | 3:32   | Birmingham               |                                                           |
| Derrota   | 18–8   | Rick Story               | Decisión (unánime)               | UFC 130                                 | 28 de mayo de 2011       | 3     | 5:00   | Las Vegas, Nevada        |                                                           |
| Victoria  | 18–7   | John Howard              | Decisión (unánime)               | UFC 124                                 | 11 de diciembre de 2010  | 3     | 5:00   | Montreal                 |                                                           |
| Derrota   | 17–7   | Jon Fitch                | Decisión (unánime)               | UFC 117                                 | 7 de agosto de 2010      | 3     | 5:00   | Oakland, California      | Pelea de (171.5 lbs); Alves no dio el peso.               |
| Derrota   | 17–6   | Georges St-Pierre        | Decisión (unánime)               | UFC 100                                 | 11 de julio de 2009      | 5     | 5:00   | Las Vegas, Nevada        | Por el Campeonato de Peso Wélter de UFC.                  |
| Victoria  | 17–5   | Josh Koscheck            | Decisión (unánime)               | UFC 90                                  | 25 de octubre de 2008    | 3     | 5:00   | Rosemont, Illinois       |                                                           |
| Victoria  | 16–5   | Matt Hughes              | TKO (rodillazo volador y golpes) | UFC 85                                  | 7 de junio de 2008       | 2     | 1:02   | Londres                  | Pelea de (174 lbs); Alves no dio el peso; KO de la Noche. |
| Victoria  | 15–5   | Karo Parisyan            | KO (rodillazo y golpes)          | UFC Fight Night: Florian vs. Lauzon     | 2 de abril de 2008       | 2     | 0:34   | Broomfield, Colorado     |                                                           |
| Victoria  | 14–5   | Chris Lytle              | TKO (parada médica)              | UFC 78                                  | 17 de noviembre de 2007  | 2     | 5:00   | Newark, Nueva Jersey     | Pelea de la Noche.                                        |
| Victoria  | 13–5   | Kuniyoshi Hironaka       | TKO (golpe y rodillazo)          | UFC Fight Night: Thomas vs. Florian     | 19 de septiembre de 2007 | 2     | 4:04   | Las Vegas, Nevada        |                                                           |
| Victoria  | 12–5   | Tony DeSouza             | KO (rodillazo)                   | UFC 66                                  | 30 de diciembre de 2006  | 2     | 1:10   | Las Vegas, Nevada        | Probado positivo de diuréticos prohibidos.                |
| Victoria  | 11–5   | John Alessio             | Decisión (unánime)               | Ortiz vs. Shamrock 3: The Final Chapter | 10 de octubre de 2006    | 3     | 5:00   | Hollywood, Florida       |                                                           |
| Derrota   | 10–5   | Jon Fitch                | TKO (patada alta y golpes)       | UFC Ultimate Fight Night 5              | 28 de junio de 2006      | 2     | 4:37   | Las Vegas, Nevada        |                                                           |
| Victoria  | 10–4   | Derrick Noble            | TKO (golpes)                     | UFC 59                                  | 15 de abril de 2006      | 1     | 2:54   | Anaheim, California      |                                                           |
| Victoria  | 9–4    | Ansar Chalangov          | KO (golpes)                      | UFC 56                                  | 19 de noviembre de 2005  | 1     | 2:25   | Las Vegas, Nevada        |                                                           |
| Derrota   | 8–4    | Spencer Fisher           | Sumisión (triangle choke)        | UFC Ultimate Fight Night 2              | 3 de octubre de 2005     | 2     | 4:43   | Las Vegas, Nevada        |                                                           |
| Victoria  | 8–3    | Jeff Cox                 | KO (rodillazo y golpes)          | KOTC 48: Payback                        | 25 de febrero de 2005    | 1     | 0:15   | Cleveland, Ohio          |                                                           |
| Victoria  | 7–3    | Jason Chambers           | Sumisión (golpes)                | IHC 8: Ethereal                         | 20 de noviembre de 2004  | 1     | 4:57   | Hammond, Indiana         |                                                           |
| Victoria  | 6–3    | Nuri Shakir              | Decisión (unánime)               | Absolute Fighting Championships 7       | 27 de febrero de 2004    | 2     | 5:00   | Fort Lauderdale, Florida |                                                           |
| Derrota   | 5–3    | Derrick Noble            | Sumisión (rear-naked choke)      | Absolute Fighting Championships 6       | 6 de diciembre de 2003   | 2     | 2:13   | Fort Lauderdale, Florida |                                                           |
| Victoria  | 5–2    | Marcus Davis             | Decisión (dividida)              | Hardcore Fighting Championships 2       | 18 de octubre de 2003    | 3     | 5:00   | Revere, Massachusetts    |                                                           |
| Victoria  | 4–2    | Mike Littlefield         | TKO (golpes)                     | Mass Destruction 12                     | 16 de agosto de 2003     | 2     | 0:50   | Taunton, Massachusetts   |                                                           |
| Victoria  | 3–2    | Carlos Alexandre Pereira | TKO (parada médica)              | Bitetti Combat Nordeste 2               | 20 de marzo de 2003      | 2     |        | Natal                    |                                                           |
| Victoria  | 2–2    | Fábio Holanda            | Decisión (unánime)               | Bitetti Combat Nordeste 1               | 28 de noviembre de 2002  | 3     | 5:00   | Natal                    |                                                           |
| Victoria  | 1–2    | Wilson Belchoir          | KO (golpe)                       | Champions Night 3                       | 8 de octubre de 2001     | 1     |        | Brasil                   |                                                           |
| Derrota   | 0–2    | Lucas Lopes              | Decisión (unánime)               | X: Fight                                | 28 de septiembre de 2001 | 3     | 5:00   | João Pessoa              |                                                           |
| Derrota   | 0–1    | Gleison Tibau            | Sumisión (armbar)                | Champions Night 2                       | 30 de junio de 2001      | 2     | 3:31   | Fortaleza                |                                                           |